# Assoukhour Assawda
Assoukhour Assawda (franska även Roches Noires, arabiska: الصخور السوداء) är ett arrondissement i Casablanca i Marocko. Det är uppkallat efter stadsdelen med samma namn. Antalet invånare var 115 704 vid folkräkningen 2014.